# Formiguer estriat
El formiguer estriat (Drymophila devillei) és una espècie d'ocell de la família dels tamnofílids (Thamnophilidae).

## Hàbitat i distribució
Habita els bosquets de bambú, localment a les terres baixes, del sud de Colòmbia, sud-est de l'Equador, est de Perú, nord de Bolívia i sud del Brasil amazònic.